# Terra de Celanova
Terra de Celanova egy comarca (járás) Spanyolország Galicia autonóm közösségében, Ourense tartományban. Székhelye Celanova. Népessége 2005-ös adatok szerint 21 963 fő volt.

## Települések
A székhely neve félkövérrel szerepel.
- A Bola
- Cartelle
- Celanova
- Gomesende
- A Merca
- Padrenda
- Pontedeva
- Quintela de Leirado
- Ramirás
- Verea